# Drohobytj
Drohobytj (ukrainska: Дрогобич; ryska: Дрогобыч, Drogobytj; polska: Drohobycz; jiddisch: דראָביטש) är en stad i Lviv oblast i västra Ukraina. Staden ligger cirka 66 kilometer sydväst om Lviv. Drohobytj beräknades ha 73 682 invånare i januari 2022.